# Lycaena argentata
Lycaena argentata är en fjärilsart som beskrevs av Hartig 1924. Lycaena argentata ingår i släktet Lycaena och familjen juvelvingar. Inga underarter finns listade i Catalogue of Life.